# Modlitewnik Wacława
Modlitewnik Wacława – polski rękopiśmienny modlitewnik z drugiej połowy XV wieku.
Rękopis modlitewnika przechowywany jest w Bibliotece Uniwersyteckiej w Budapeszcie (sygn. VI Slav. 2). Został odnaleziony przez Aleksandra hr. Przezdzieckiego w roku 1879. Ma formę książeczki pergaminowej liczącej 146 kart in 12°. Przeznaczony był dla niezidentyfikowanej kobiety. Skopiował go z wcześniejszego oryginału po 1476, a przed 1482 Wacław z Brodni, profesor Uniwersytetu Krakowskiego i pisarz Kapituły Krakowskiej.
Modlitewnik składa się z trzech części:
1. karty 1r-44r – Godzinki o Niepokalanym Poczęciu Najświętszej Maryi Panny, będące przekładem fragmentów brewiarza rzymskiego i oficjum na dzień 8 grudnia Sicut liliom autorstwa Leonarda de Nogaroli
2. karty 44v-104v – godzinki o św. Annie
3. karty 106v-146v – godzinki o Aniele Stróżu

W każdej części znajdują się zróżnicowane gatunkowo teksty: psalmy, hymny, antyfony, responsoria, suffragia, capitula, modlitwy, a obok tego utwory nazwane piosnkami lub wirszykami. Psalmy są tłumaczone w całości, we fragmentach lub parafrazowane. Pochodzą one z trzech różnych źródeł. Przekład psalmów wykazuje zarówno podobieństwa jak też różnice w stosunku do tekstu Psałterza floriańskiego. Aleksander Brückner uważał, że tekst tej samej redakcji co w Modlitwach Wacława w wersji zmodernizowanej przekazał wydany drukiem Psałterz krakowski.